# Шёнбух
Шёнбух (нем. Schönbuch) представляет собой почти полностью лесистую местность к юго-западу от Штутгарта и часть ландшафта Южногерманского уступа. В 1972 году центральная зона Шёнбуха стала первым природным парком в Баден-Вюртемберге.
В настоящее время лес состоит в основном из лиственных пород деревьев: бук — 31 % и дуб — 14 %. Наиболее распространенными хвойными породами являются ель — 17 % и сосна — 12 % от общего количества древостоя.
В Шёнбухе находится геологическая тропа на горе Кирнберг, созданная в 1977 году к 500-летию Тюбингенского университета. Несколько информационных щитов на ней объясняют формирование осадочных пород нагорья (сланцы, мергель, песчаник) и развитие долины реки Кирнбах.
Сегодня Шёнбухом обычно называют сам природный парк площадью 156 км², а первоначальную, более обширную территорию называют регионом Шёнбух. Он является важной рекреационной зоной Штутгартского региона, в том числе и потому, что его пересекает относительно небольшое количество дорог. Здесь встречаются многие растения и животные, которые стали редкими в других частях страны.

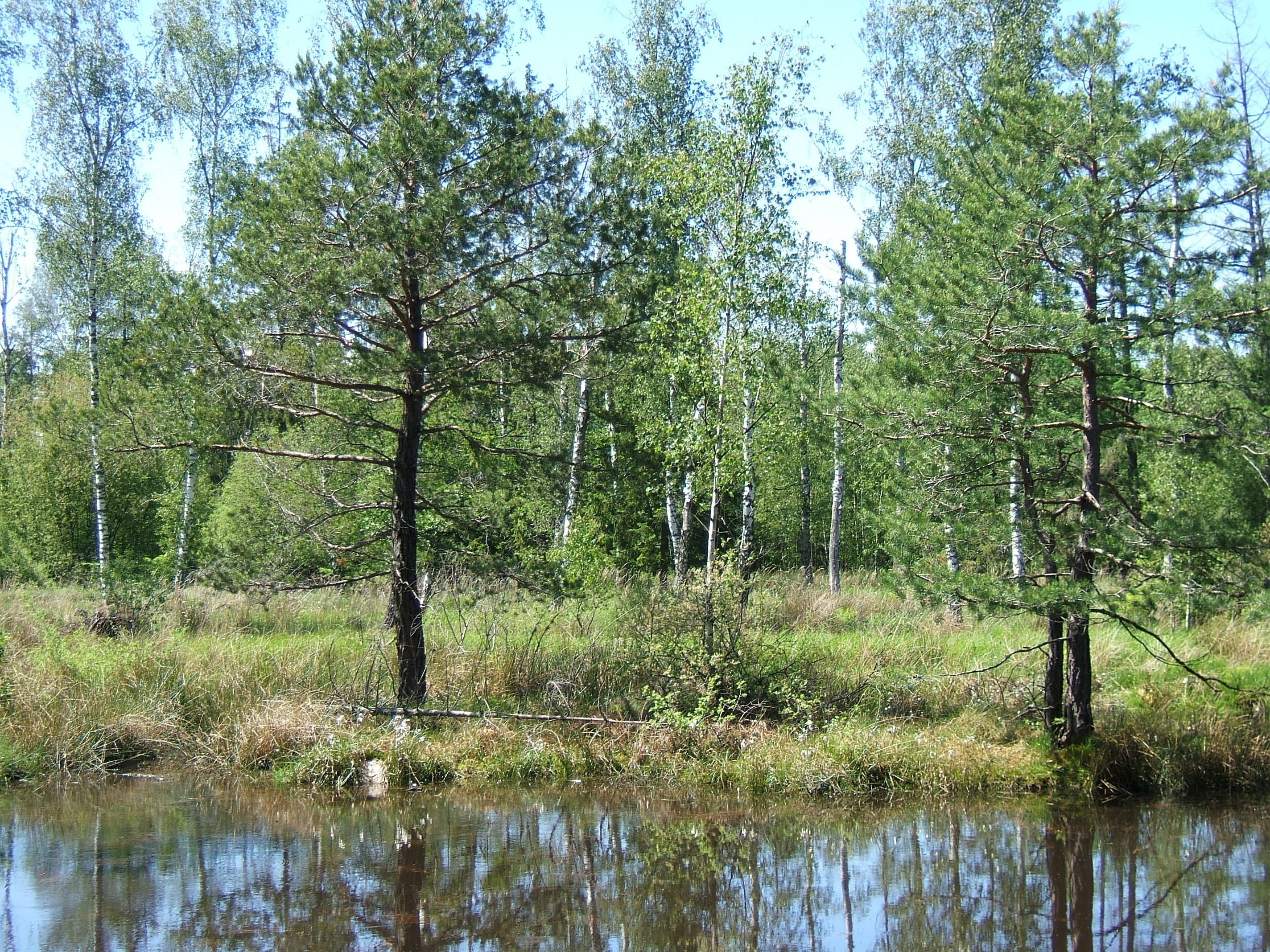
Биркензее (берёзовое озеро), болото в Шёнбухе

Расположенное на хребте Бромберг болото Биркензее объявлено природным памятником из-за редких растительных сообществ. Сегодня эта территория представляет собой так называемое переходное болото — болото, находящееся на переходной стадии от низинного к верховому. Здесь можно встретить, в частности, молинию, наперстянку, ракитник, папоротник-орляк, росянку, узколистную и широколистную пушицу, гвоздику-травянку, плаун, чернику, различные торфяные мхи и, конечно же, берёзы, давшие болоту его название. Чтобы защитить растительность от вытаптывания посетителями, в 1988 году были уложены гати.

## Расположение
Шёнбух расположен в центральной части Баден-Вюртемберга — примерно в 25 км к югу от центра Штутгарта, около 15 км к юго-западу от аэропорта Штутгарта. Он также находится недалеко от Ройтлингена (юго-восток), Тюбингена (юг), Херренберга (юго-запад) и Бёблингена (северо-запад).

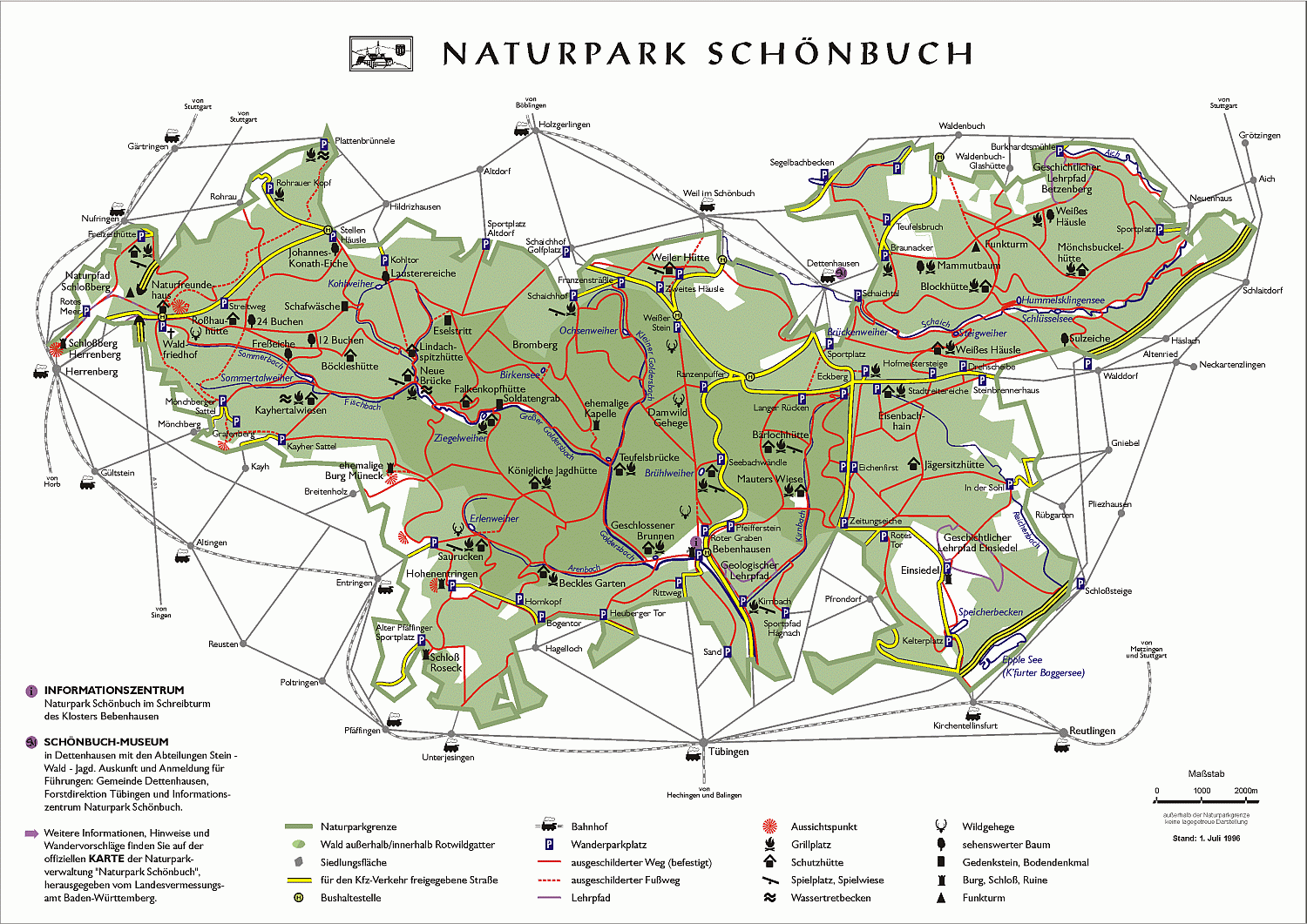
Карта Шёнбуха

## Транспорт

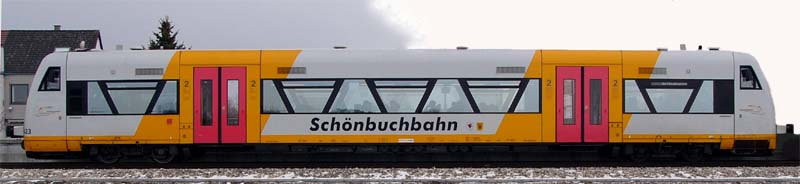
Поезд Schönbuchbahn

Через Шёнбух проходит пригородный поезд Schönbuchbahn, соединяющий Деттенхаузен с Бёблингеном и с системой городской железной дороги.